# 오백룡
오백룡(吳白龍, 1913년 10월 24일 ~ 1984년 4월 6일)은 조선민주주의인민공화국 군인 겸 정치가이다.
그는 공산주의 항일운동가이며 조선민주주의인민공화국의 장군이다. 그의 차남 오금철은 조선인민군 총참모부 부총참모장, 당 중앙위원회 위원, 前 조선인민군 공군사령관이며, 삼남 오철산은 조선인민군 해군사령부 정치위원이다. 손녀 오혜선은 외교관 태영호와 결혼하였다.

## 생애
1913년 함경북도 회령에서 출생하여 지난날 한때 함경북도 청진에서 잠시 유아기를 보낸 적이 있는 그의 가족은 1919년 만주로 이주했기 때문에 오백룡은 만주에서 여생을 보냈었다. 그는 1933년 만주 내 비밀 항일 지하단체에 가담하였으며 1937년에는 동북항일연군에 입대해 보천보전투에 참가하였다.
해방 후 1949년 조선민주주의인민공화국 내무성 제1여단장이 되었으며, 1950년 한국 전쟁 당시에는 조선인민군 제8사단장으로 참전했다. 1953년 소장의 계급으로 조선인민군 제7군단 부군단장으로 취임하였고 1958년에는 중장으로 승진하여 내무성 부수상을 지냈다.
1968년 노농적위대 사령관이 되었으며, 1982년 김일성훈장을 받고 1984년 자연사했다.

## 약력
- 1913년：함경북도 회령에서 출생하였다.
- 1933년：만주에서 빨치산 부대에 참가하였다.
- 1953년：조선인민군제7군단 부군단장으로 취임, 소장으로 승진하였다.